# Lovelys
Lovelys（ラブリーズ）は、宮崎梨緒と八木沙季による日本の2人組女性アイドルグループ。アップフロントグループ関西支社に所属。関西を拠点に活動している。2023年3月27日をもって活動を終了した。

## メンバー

### 活動終了時のメンバー
| 名前                       | 愛称       | 生年月日               | 血液型 | 出身地       | メンバーカラー     | 備考                                       |
| -------------------------- | ---------- | ---------------------- | ------ | ------------ | ------------------ | ------------------------------------------ |
| 宮崎梨緒 （みやざき りお） | りーたん   | 1994年8月26日 （30歳） | A型    | 大阪府       | ショッキングピンク | リーダー 2014年5月まではPizza-Yah!との兼任 |
| 八木沙季 （やぎ さき）     | さきぴょん | 1993年5月31日 （31歳） | A型    | 兵庫県姫路市 | 水色               | 2014年6月加入 2016年3月まではKRD8との兼任  |

### 旧メンバー
| 名前   | 愛称                  | 生年月日               | 血液型 | 出身地       | メンバーカラー | 備考               |
| ------ | --------------------- | ---------------------- | ------ | ------------ | -------------- | ------------------ |
| さやか | さやちゃん            | 1988年9月10日 （36歳） | B型    | 島根県松江市 | オレンジ       | Yes Happy!との兼任 |
| こころ | こっちゃん ここちゃん | 1988年7月11日 （36歳） | A型    | 島根県松江市 | ピンク         | Yes Happy!との兼任 |

## 概要
アップフロント関西に所属するメンバーで2013年に結成された。4人体制を経て2016年11月より宮崎と八木の2人で活動。オリジナル曲はあるが、ライブのセットリストにハロプロのカバー曲を含むことが多い。ライブはその構成や衣装、グッズ等すべてをメンバー自身がセルフプロデュースしている。高いパフォーマンス力とトーク力に定評がある。
2020年頃よりTikTokを毎日更新しており、フォロワー数はLovelys（グループアカウント）が1.4万人、宮崎が21.5万人、八木が63.5万人（2023年3月現在）。

## 略歴
- 2013年5月27日、当時同じ事務所に所属していた宮崎梨緒とYes Happy!（さやか、こころ）の3人の定期イベントとして『Lovely Friend Party!! vol.1』をOSAKA RUIDOで開催。
- 2013年7月11日、堀江Goldeeで開催されたこころのバースデーイベント『ここ様のいうことはぜったい♡』にて3人のユニット名「Lovelys!!!」を発表。
- 2013年8月31日、初の単独公演『Lovelys!!!初ワンマンライブ～100人呼べなきゃ即解散!!!～』をOSAKA MUSEで開催。
- 2014年5月1日、OSAKA MUSEで開催された『Pizza-Yah! FINAL LIVE～みんなでワイワイ～』をもって宮崎が兼任していたPizza-Yah!が解散。
- 2014年6月17日、新メンバー八木沙季の加入（当初はKRD8との兼任）をUstream番組『Lovelys!!!TV』等で発表。以後は4人体制で「Lovelys!!!!」表記となる。
- 2014年6月30日、4人体制での初単独公演『Lovely Friend Party!! Vol.13〜さきぴょんいらっしゃい!!!!〜』をOSAKA RUIDOで開催。
- 2015年4月30日、フルアルバム『Hello! girl!!』をリリース。
- 2016年3月25日、姫路Betaで開催された『春が来た！〜KRD8単独ライブ〜』をもって八木が兼任していたKRD8を卒業。
- 2016年4月30日、こころが体調不良を理由にLovelys!!!!としての活動を休止し、以降3人体制となる。
- 2016年7月、DMM.yell×TIF企画第3節で八木が1位となりTIFステージ出演権を獲得。
- 2016年8月5日、TOKYO IDOL FESTIVALに出演。
- 2016年9月25日、OSAKA RUIDOで開催された『Lovelys!!!! platinum LIVE～いちばん大事なこと～』をもって、さやかとこころがグループから卒業。以降2人体制となる。
- 2016年11月3日、タワーレコードNU茶屋町店で開催された定期イベント『No Lovelys!!!!,No NUchaya』で「Lovelys」への表記変更を発表。
- 2016年11月15日、新体制での初単独公演『Lovely Friend Party!!vol.30~REBORN~』をOSAKA RUIDOで開催。
- 2017年9月25日、フルアルバム『RioSaki』をリリース。[注 1]
- 2017年11月15日、単独公演『Lovelys 1st Anniversary』をOSAKA RUIDOで開催。
- 2018年8月3・4日、TOKYO IDOL FESTIVALに出演。
- 2018年8月18日、『OTODAMA SEA STUDIO 2018 tvk「ミュートマ2」presents帰ってきた アイドル・オン・ザ・ビーチ in 三浦海岸』に出演。
- 2018年8月26日、@JAM EXPO 2018に出演。
- 2018年11月15日、単独公演『Lovelys 2nd Anniversary』をOSAKA RUIDOで開催。
- 2019年、大きな会場でのイベントを目指し単独ライブの動員4回連続150人以上達成を目標として宣言する。『Lovely Friend Party!! vol.42』（2/26開催、動員161人）、『Lovely Friend Party!! vol.43』（4/23開催、動員157人）、『八木沙季バースデーライブ2019』（5/31開催、動員184人）、『Lovely Friend Party!! vol.44』（6/25開催、動員176人）で目標達成しUMEDA CLUB QUATTROでの単独ライブ開催が決定した。
- 2019年8月2・3日、TOKYO IDOL FESTIVALに出演。
- 2019年8月24日、@JAM EXPO 2019に出演。
- 2019年11月15日、『Lovelys 3周年イベント』をハロプロショップ大阪店で開催。
- 2019年11月20日、1stシングル『戦う大人』をリリース。
- 2019年11月28日、単独公演『Lovelysワンマンライブ in UMEDA CLUB QUATTRO～有言実行～』をUMEDA CLUB QUATTROで開催。[4]
- 2020年3月26日に開催予定だった『Lovely Friend Party!! vol.45』が新型コロナウイルス感染者拡大の影響で中止となり、以降オンラインの活動が増える。
- 2020年11月1日、単独生配信ライブ『Lovelys 4th Anniversary』を開催。
- 2021年3月28日、単独公演『Lovelysワンマンライブ 普通、アイドル10年やってらんないでしょ！？』をumeda TRADで開催。
- 2021年8月29日、@JAM EXPO 2020-2021に出演。
- 2021年10月1日、TOKYO IDOL FESTIVALに出演予定であったが台風のため公演中止となる。
- 2021年10月2日、初の関東単独公演『Lovelysワンマンライブ2021横浜に集まっちゃいな！！』を新横浜NEW SIDE BEACH!!にて2部構成で開催。
- 2021年11月7日、単独公演『Lovelys 5th Anniversary』をOSAKA MUSEにて2部構成で開催。
- 2022年1月8日、2ndシングル『既読無視警察』をリリース。
- 2022年8月6・7日、TOKYO IDOL FESTIVALに出演。
- 2022年8月27日、@JAM EXPO 2022に出演。
- 2022年11月12日、Lovelysは2023年3月27日をもってグループ活動を終了しアップフロントグループ関西支社を退所すること、Lovelysの活動終了後は宮崎は芸能活動を休止し、八木はソロとして芸能活動を続けて行く意向であることを発表[1]。
- 2022年11月15日、単独公演『Lovelysワンマンライブ〜6周年ってそんなバナナ！？〜』をBananaHallで開催。
- 2023年2月3日、ライブツアー『Lovelys LIVE TOUR 2023〜いつもここで待ってるよ〜』がスタート。大阪(2/3)、名古屋(2/19)、東京(3/5)の3都市で開催。
- 2023年3月13日、ラストシングル『Be Ambitious〜夢の途中〜／今、キミに贈る歌』を配信リリース。
- 2023年3月27日、なんばHatchで『Lovelys LIVE TOUR 2023 〜いつもここで待ってるよ〜』のツアーファイナルを開催。この日のラストライブをもって活動終了した。

## エピソード
- グループ名の考案者は元メンバーのさやかで、当時の担当マネージャー・愛野益巳の愛称（ラブリー）等が由来[5]。
- 経費節減のため、映像編集は八木が、音源編集は宮崎が担当し、その他ライブ構成や衣装・グッズなどをセルフプロデュースしている[6]。
- 新体制5周年記念に二人で”RIOSAKI”の刻印入りのペアリングを作った[7]。
- レギュラー出演しているラジオ番組コーナーを基にした記事が毎週ラジオ関西トピックスサイト『ラジトピ』に掲載されているが、その企画、取材、写真撮影、記事執筆すべてをメンバー自身が担っている。記事内のメンバーの写真が参照される形でテレビに出演したこともある。

- ネプリーグ（2022年5月2日放送回）に「ルダハート」の参照画像[8]として出演。
- まだアプデしてないの?（2022年5月14日放送回）に「チャイボーグメイク」の参照画像[9]として出演。

## ディスコグラフィー

### アルバム
| 枚 | リリース      | タイトル                                | 収録曲 | 規格品番  | 備考                                                                                                   |
| -- | ------------- | --------------------------------------- | --- | --------- | --- |
| 1  | 2015年4月30日 | Hello! girls!!-まいどLovelys!!!!でっせ- | 1. Hello! girls!! 2. いちばん大事なこと 3. プラチナ 4. さきちゃんとぼく。 5. First Love 6. natural may good 7. スーパーマン 8. 好きやねん、好きなんよ。 9. 世界中が幸せであるように 10. 磁石 11. 右耳にささやいて 12. UP TO YOU 13. Merry-Go-Round 14. OH YEAH 15. アニバーサリー 16. YOUR SONG | UFKL-0001 | |
| 2  | 2017年9月25日 | RioSaki                                 | 1. ドレドレ 2. いちばん大事なこと 3. スーパーマン 4. YOUR SONG 5. もしも… 6. ふたりはNS 7. 好きやねん、好きなんよ。 8. プラチナ 9. お願い魅惑のターゲット 10. OH YEAH 11. 有言実行 | UFGK-0001 | 「好きやねん、好きなんよ。」かつみ♥さゆりのなかよしがいちばん（J:COMチャンネル）番組エンディングテーマ |

### シングル
| 枚 | リリース       | タイトル     | 収録曲                                      | 規格品番  | 備 考                                                    |
| -- | -------------- | ------------ | ------------------------------------------- | --------- | -------------------------------------------------------- |
| 1  | 2019年11月20日 | 戦う大人     | 1. 戦う大人 2. 一発逆転 3. ロンリネスロード | UFGK-0002 |                                                          |
| 2  | 2022年1月8日   | 既読無視警察 | 1. 既読無視警察 2. あと1分だけ！            | UFGK-0003 | オリコンデイリーシングルランキング5位（2022年1月10日付） |

### 配信限定シングル
| 枚 | リリース      | タイトル         | 収録曲                                          | 規格品番 | 備 考          |
| -- | ------------- | ---------------- | ----------------------------------------------- | -------- | -------------- |
| 1  | 2023年3月13日 | 今、キミに贈る歌 | 1. 今、キミに贈る歌 2. Be Ambitious〜夢の途中〜 | -        | ラストリリース |

### 楽曲一覧

#### オリジナル曲
| 楽曲名                   | 作詞               | 作曲             | 編曲               | 音源化 |
| ------------------------ | ------------------ | ---------------- | ------------------ | ------ |
| 明日へ                   | さやか／愛野益巳   | 原田豪登         |                    | ×      |
| It's SHOW TIME           | 東野範之           | 石田竜平         |                    | ×      |
| おねがいラブリーズ       | 馬と魚             | 馬と魚           | 正垣和則           | ×      |
| 渚のヤケド               | さやか             | 正垣和則         |                    | ×      |
| Hello! girls!!           | Lovelys!!!!        | 石田竜平         | 石田竜平           | ○      |
| いちばん大事なこと       | 愛野益巳           | 正垣和則         | 正垣和則／高橋諭一 | ○      |
| プラチナ                 | さやか             | 平地孝次         | 平地孝次／高橋諭一 | ○      |
| スーパーマン             | Lovelys!!!!        | 石田竜平         | 石田竜平／高橋諭一 | ○      |
| 好きやねん、好きなんよ。 | 東野範之           | 石田竜平         | 石田竜平／高橋諭一 | ○      |
| 世界中が幸せであるように | こころ             | 正垣和則         | 正垣和則           | ○      |
| OH YEAH                  | 愛野益巳           | 石田竜平         | 石田竜平／高橋諭一 | ○      |
| YOUR SONG                | 石田竜平／愛野益巳 | 石田竜平         | 石田竜平／高橋諭一 | ○      |
| ドレドレ                 | NiceB              | NiceB            | 高橋諭一           | ○      |
| 有言実行                 | NiceB              | NiceB            | 高橋諭一           | ○      |
| 戦う大人                 | 山上佑             | 山上佑           | 高橋諭一           | ○      |
| 一発逆転                 | 山上佑             | 山上佑           | 高橋諭一           | ○      |
| ロンリネスロード         | 鏡花ジタロー       | Ryuichi Kawasaki | Ryuichi Kawasaki   | ○      |
| 既読無視警察             | 児玉雨子           | 星部ショウ       | 星部ショウ         | ○      |
| あと1分だけ！            | 星部ショウ         | 星部ショウ       | 星部ショウ         | ○      |
| 今、キミに贈る歌         | 石田竜平           | 石田竜平         | 石田竜平           | ○      |
| Be Ambitious〜夢の途中〜 | 石田竜平           | 石田竜平         | 石田竜平           | ○      |

#### 音源化されたカバー曲
| 楽曲名                 | オリジナル                                                                            |
| ---------------------- | ------------------------------------------------------------------------------------- |
| アニバーサリー         | Yes Happy!                                                                            |
| お願い魅惑のターゲット | メロン記念日                                                                          |
| ふたりはNS             | きら☆ぴか                                                                             |
| Merry-Go-Round         | まいむろいど                                                                          |
| もしも…                | ハロー!プロジェクト モベキマス （譜久村聖、嗣永桃子、中島早貴、真野恵里菜、和田彩花） |

## 出演
テレビ
- 情報・ニュースとりどり ゲツ→キン（2019年4月1日 - 2020年9月26日、eo光チャンネル）[12] - 月曜パーソナリティ
- TACTY STATION（2019年11月1日、J:COMチャンネル）
- かつみ♡さゆりのなかよしがいちばん（2017年12月22日、J:COMチャンネル）
- ぽじポジたまご（2016年1月28日、KBS京都）
- J:テレスタイル（2015年4月23日、J:COMチャンネル）
- おちゃのこSai Sai（2015年2月9日、J:COMチャンネル）
- 屋上エンタメ〜目指せてっぺん〜（2014年8月10日、テレビ大阪）

ラジオ
- 羽川英樹ハッスル!（2021年4月 - 、ラジオ関西）[13] - 木曜『Lovelysの検証します!』コーナー担当
- ドレドレ♡Lovelys（2017年10月4日 - 2020年3月28日、ラジオ関西）[14] [15] - 土曜パーソナリティ
- MUSIC LIFE GARDEN（2020年4月5日 - 2021年9月19日、ラジオ関西）- 2週目・4週目 日曜パーソナリティ [16]
- ドレドレ♡Lovelys 復活スペシャル！～歌って踊ってトークもできるアイドルになれたカナ？！～ （2023年3月22日、ラジオ関西）
- J3 Tuesday～Midnight IQ～（2023年3月21日、FM大阪）
- ABCミュージックパラダイス（2023年3月16日、ABCラジオ）[17]
- ばんばひろふみ！ラジオ・DE・しょー！（2017年9月20日、2019年8月21日（八木のみ）、2020年3月18日、2022年1月26日、ラジオ関西）
- りゅうか夢の種まつりオンラインLIVE（2021年4月4日、FM大阪）
- Double-E（2021年8月13日、FM大阪）
- 九州ポップカルチャー研究所α（2020年8月31日、エフエム福岡・エフエム鹿児島）
- あどりぶラヂオ（2020年7月23日、MBSラジオ）
- PLAYLIST of Harborland（2019年6月14日、ラジオ関西）
- 王様ラジオキッズ（2018年11月25日、ラジオ関西）
- 道重さゆみ さゆみんスペシャル（2018年11月11日、ラジオ関西）- MCとアシスタント
- 桂春蝶のバタフライエフェクト（2017年12月26日、ラジオ関西） - 中継レポーター
- ホームランドームpresents つばきファクトリー笑ってクリスマス（2017年12月15日、ラジオ関西） - MCとアシスタント
- 60TRY部（2017年12月12日、ラジオ日本）
- カナディルフィールのRainbow World（2017年10月2日、ソラトニワ梅田）
- ワタナベフラワームサのアニソン部屋（2017年10月1日、ラジオ関西）
- 木村三恵のアイドルパラダイス（2017年9月20日、ラジオ関西）
- Oh!二度漬けラジオ（2017年5月27日、YES-fm）
- ホームランドームpresents モーニング娘。'16 えりぽん×はーちん くりすますすぺしゃる!!（2016年12月11日、ラジオ関西）- MCとアシスタント
- ホームランドームpresents ももち×ふなっき、らすとさまーすぺしゃる!!（2016年9月9日、ラジオ関西）
- TAKE UR HEARTs（2016年8月4日、渋谷クロスFM）
- 牛嶋俊明ドリームファクトリー（2015年5月29日、FM岡山）
- U.K.ビートフライヤー（2015年3月30日、MBSラジオ）
- スマイル金曜日（2014年3月28日、山陰放送ラジオ）
- うたぐみPARTY（2014年1月30日、MBSラジオ）

ネット配信
- Lovelysのラブトピ（2021年7月10日 - 、ラジオ関西・Podcastオリジナル番組）[18] - 毎週土曜
- 現役アイドルLovelysのカップ麺ラジオ🍥（2018年12月30日 - 、Radiotalk）[19] - 毎日更新
- 矢口真里の火曜The NIGHT（2019年11月6日、2022年7月5日、AbemaTV）
- 王子動物園フォトグランプリ2022（2022年6月23日、KOBE_TV）[20]
- Ratiotalk忘年会2021（2021年12月26日、Radiotalk）
- 王子動物園70周年記念特番~zooっといっしょ~（2021年5月29日、KOBE_TV）[21]

イベントMC
- 『美少女図鑑AWARD2021』地方限定予選オフライン審査（2020年10月25日、京セラドーム）
- 光のWonder Landレーザー＆ライティングショー（2019年12月3日、大阪南港ATC海辺のステージ）- MCとライブ出演

舞台
- 伊藤えん魔プロデュース『魔界煉獄プルガトリオ』（2019年11月2 - 4日、近鉄アート館）
- 演劇女子部『遥かなる時空の中で6 外伝〜黄昏ノ仮面〜』（2019年6月23日、メルパルクホール）- ゲスト出演
- 伊藤えん魔プロデュース『STAND ALONE』（2018年11月2 - 4日、近鉄アート館）
- 伊藤えん魔プロデュース『アニソン・ヴィランズ』（2017年3月3 - 5日、近鉄アート館）
- OSAKA IDOL COMEDY ハニカミ！第3回公演『青空 VERY GOOD DAY』（2016年6月19日、YES THEATER）
- 伊藤えん魔プロデュース『ジョリー・ロジャー』（2015年10月10 - 12日、近鉄アート館）
- 伊藤えん魔プロデュース『百物語』（2015年8月14 - 16日、インディペンデントシアター 2nd）
- 伊藤えん魔プロデュース『運命の子供』（2015年6月26 - 28日、近鉄アート館）
- アリスインプロジェクト『アリスインデッドリースクール オルタナティブ・OSAKA』（2015年2月25日 - 3月1日、大阪市立芸術創造館）

その他
- 大停電『TROPICAL CANDY』Music Video[22]